# Bacabal
Bacabal é um município brasileiro do interior do estado do Maranhão, Região Nordeste do país. Localizado a cerca de 240 km de distância da capital do estado, São Luís. É o município-sede da Região de Planejamento do Mearim.
Sua população, conforme estimativas do IBGE de 2024, era de 107 620 habitantes.

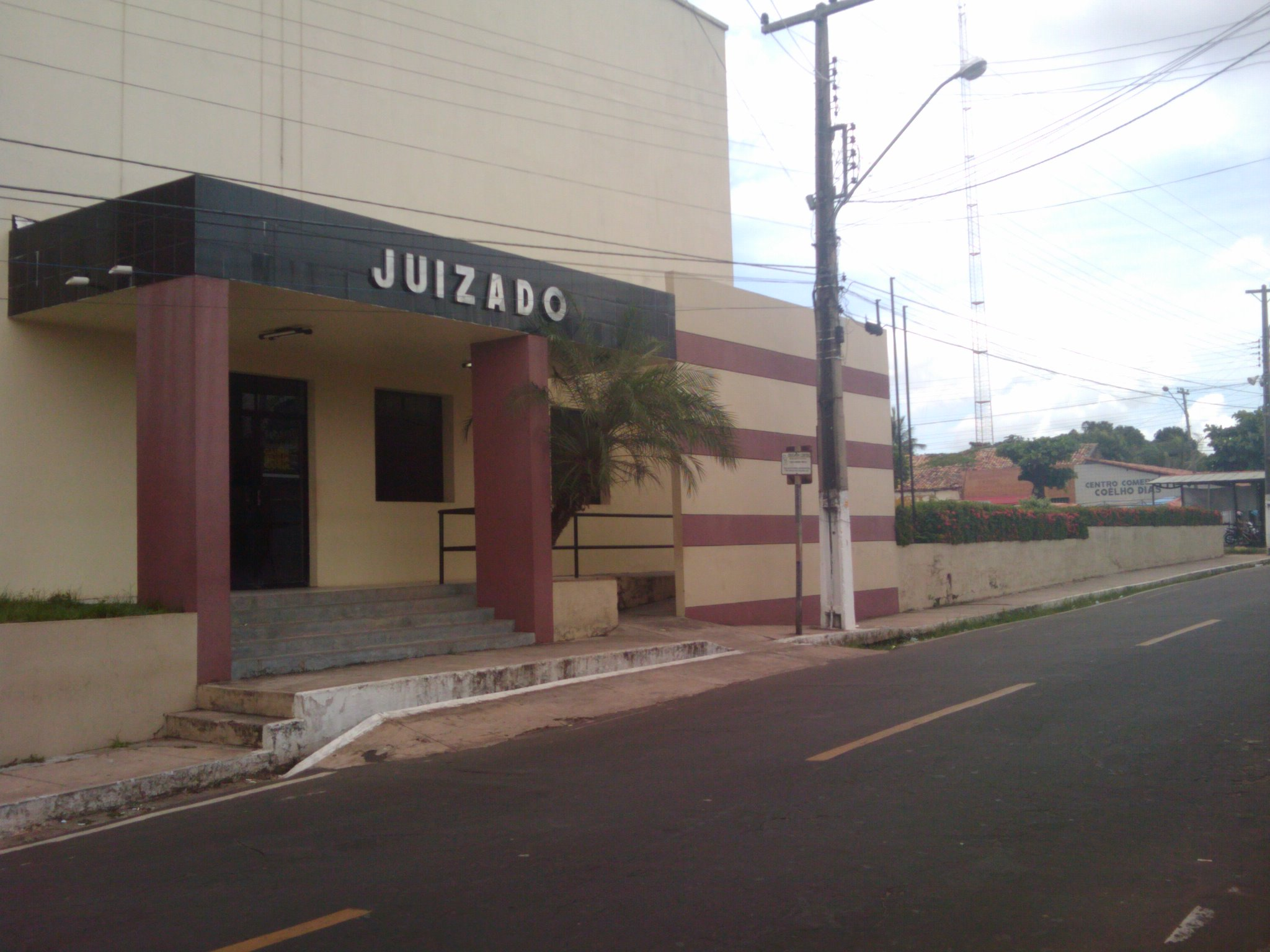
Juizado de Bacabal

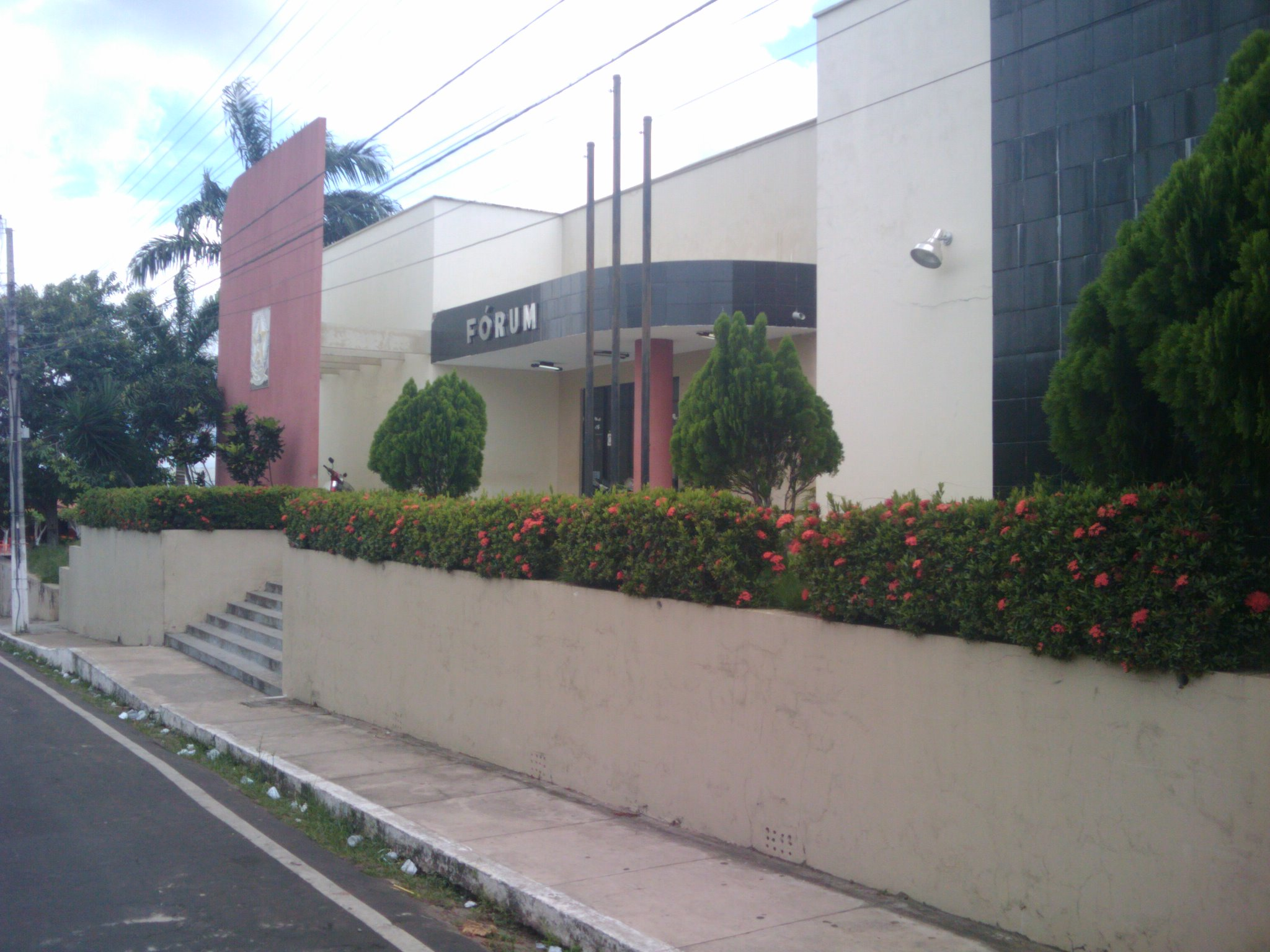
Fórum de Bacabal

## História
Em Bacabal, onde hoje se encontra a Praça Nossa Senhora da Conceição, o coronel Lourenço da Silva estabeleceu, em 1876, uma fazenda para cultivo do arroz, algodão e mandioca, aproveitando o trabalho escravo. Com a abolição da escravatura, a fazenda foi vendida ao Coronel Raimundo Alves d’Abreu, que passou a comercializar com libertos e índios, cujas malocas se erguiam na atual localidade do bairro Juçaral.
Com o fomento do comércio e o crescente afluxo de novos moradores, a fazenda prosperou e o povoado cresceu rapidamente. A imigração de nordestinos, que muito contribuiu para a expansão agrícola, fez com que bacabal, ainda no Século XX, alcançasse a posição de primeiro centro produtor do estado do Maranhão. Por fim, tem-se que a denominação do município teve origem na grande quantidade de palmeiras de bacaba ali existentes nos primórdios de sua colonização.

### Formação administrativa
Em 17 de abril de 1920, a Lei estadual nº 932 criou o distrito e o Município, com território desmembrado de São Luís Gonzaga do Maranhão. A instalação ocorreu a 7 de setembro do mesmo ano.

## Símbolos

### Bandeira
A bandeira de Bacabal é composta por três retângulos horizontais simétricos, sendo o superior e o inferior de cor azul royal, e o central, branco neve. No retângulo superior, o nome Bacabal aparece grafado em letras azuis royal maiúsculas, dentro de um retângulo menor branco em formato de fita, enquanto que no retângulo inferior, aparece o nome Maranhão, também grafado em letras azuis royal maiúsculas, dentro de um retângulo menor branco em formato de fita, já no retângulo central há uma representação da palmeira Bacaba (Oenocarpus bacaba), árvore que dá nome ao município. As dimensões oficiais são 1,30 m de largura por 90 cm de altura, podendo ser reproduzida em outros tamanhos, desde que mantenha sua proporção original, 9:13. 

### Hino
O Hino oficial da cidade tem a letra composta pela professora Iranise Lemos, enquanto a música é de autoria de Antonio C. Pereira. Além do hino oficial, a cidade possui um hino cultural, reproduzido antes de eventos e solenidades municipais, a música Cadê A Bacaba, composta por Abel Carvalho, Paulo Campos e Zé Lopes.

### Cores
A cidade possui o Azul Royal e o Branco Neve como cores oficiais, de acordo com a lei nº 1610/24, todos as obras e bens públicos devem seguir a identidade visual azul e branca.

## Geografia
A área do município de Bacabal era de 1.656,736 quilômetros quadrados, o que o coloca na posição 54 dentre os 217 municípios do estado do Maranhão.
Educação
Em 2010, a taxa de escolarização de 6 a 14 anos de idade do município de Bacabal era de 97,2%. Comparando-se com outros municípios do Estado, ficava na posição 78 de 217. Já o Índice de Desenvolvimento da Educação Básica (IDEB), no ano de 2023, para os anos iniciais do ensino fundamental na rede pública era 5,4 e para os anos finais, 5.
| Taxa de escolarização de 6 a 14 anos de idade [2010]             | 97,2 %            |
| IDEB – Anos iniciais do ensino fundamental (Rede pública) [2023] | 5,4               |
| IDEB – Anos finais do ensino fundamental (Rede pública) [2023]   | 5,0               |
| Matrículas no ensino fundamental [2023]                          | 14.807 matrículas |
| Matrículas no ensino médio [2023]                                | 4.838 matrículas  |
| Docentes no ensino fundamental [2023]                            | 845 docentes      |
| Docentes no ensino médio [2023]                                  | 335 docentes      |
| Número de estabelecimentos de ensino fundamental [2023]          | 93 escolas        |
| Número de estabelecimentos de ensino médio [2023]                | 16 escolas        |

Fonte: IBGE
Economia
Em 2021, o PIB per capita do município de Bacabal era de R$ 14.412,91. Comparando-se com outros municípios do estado do Maranhão, ficava na posição 38 de 217.  
| Salário médio mensal dos trabalhadores formais [2022]                                             | 1,8 salários mínimos |
| Pessoal ocupado [2022]                                                                            | 11.293 pessoas       |
| População ocupada [2022]                                                                          | 10,89 %              |
| Percentual da população com rendimento nominal mensal per capita de até 1/2 salário mínimo [2010] | 45,3 %               |

Fonte: IBGE

### Clima
O clima é quente e úmido, porém seco nós meses entre setembro e dezembro, nos quais registram as maiores temperaturas. Prolonga-se de janeiro a junho a época normal de chuvas. Segundo dados do Instituto Nacional de Meteorologia (INMET), desde 1976 a menor temperatura registrada em Bacabal foi de 16,6 °C em 16 de dezembro de 1992, e a maior atingiu 41,5 °C em 24 de outubro de 2012. O maior acumulado de precipitação em 24 horas foi de 148,5 milímetros (mm) em 19 de março de 1999. Abril de 1989, com 803,3 mm, foi o mês de maior precipitação.
| Dados climatológicos para Bacabal (OMM: 82460)                                                                                      | Dados climatológicos para Bacabal (OMM: 82460) | Dados climatológicos para Bacabal (OMM: 82460) | Dados climatológicos para Bacabal (OMM: 82460) | Dados climatológicos para Bacabal (OMM: 82460) | Dados climatológicos para Bacabal (OMM: 82460) | Dados climatológicos para Bacabal (OMM: 82460) | Dados climatológicos para Bacabal (OMM: 82460) | Dados climatológicos para Bacabal (OMM: 82460) | Dados climatológicos para Bacabal (OMM: 82460) | Dados climatológicos para Bacabal (OMM: 82460) | Dados climatológicos para Bacabal (OMM: 82460) | Dados climatológicos para Bacabal (OMM: 82460) | Dados climatológicos para Bacabal (OMM: 82460) |
| Mês | Jan                                            | Fev                                            | Mar                                            | Abr                                            | Mai                                            | Jun                                            | Jul                                            | Ago                                            | Set                                            | Out                                            | Nov                                            | Dez                                            | Ano                                            |
| --- | ---------------------------------------------- | ---------------------------------------------- | ---------------------------------------------- | ---------------------------------------------- | ---------------------------------------------- | ---------------------------------------------- | ---------------------------------------------- | ---------------------------------------------- | ---------------------------------------------- | ---------------------------------------------- | ---------------------------------------------- | ---------------------------------------------- | ---------------------------------------------- |
| Temperatura máxima recorde (°C) | 39,6                                           | 40                                             | 37,2                                           | 36,7                                           | 37,5                                           | 37,2                                           | 36,9                                           | 40,1                                           | 40,7                                           | 41,5                                           | 41,2                                           | 41,1                                           | 41,5                                           |
| Temperatura máxima média (°C) | 32,7                                           | 32,4                                           | 32,3                                           | 32,3                                           | 32,7                                           | 32,7                                           | 33,1                                           | 34,7                                           | 36,1                                           | 36,2                                           | 35,6                                           | 34,4                                           | 33,8                                           |
| Temperatura média compensada (°C)                                                                                                   | 27,2                                           | 26,9                                           | 26,8                                           | 27,3                                           | 27,2                                           | 27,1                                           | 27,3                                           | 28                                             | 28,9                                           | 29,1                                           | 28,9                                           | 28,3                                           | 27,8                                           |
| Temperatura mínima média (°C) | 22,8                                           | 23,2                                           | 23,4                                           | 23,6                                           | 23,8                                           | 22,9                                           | 22,3                                           | 22,6                                           | 23,1                                           | 23,5                                           | 23,8                                           | 23,5                                           | 23,2                                           |
| Temperatura mínima recorde (°C) | 17                                             | 17                                             | 19,5                                           | 18,4                                           | 20                                             | 18,1                                           | 16,9                                           | 17,6                                           | 18,3                                           | 18,8                                           | 18,1                                           | 16,6                                           | 16,6                                           |
| Precipitação (mm) | 263,8                                          | 263,8                                          | 390,4                                          | 358,4                                          | 195                                            | 54,6                                           | 17,9                                           | 14,6                                           | 10,6                                           | 35,4                                           | 67,8                                           | 135,3                                          | 1 807,6                                        |
| Dias com precipitação (≥ 1 mm) | 16                                             | 16                                             | 21                                             | 20                                             | 13                                             | 6                                              | 2                                              | 1                                              | 2                                              | 4                                              | 5                                              | 9                                              | 115                                            |
| Umidade relativa compensada (%) | 82                                             | 83,7                                           | 84,8                                           | 85,1                                           | 80,8                                           | 76,9                                           | 73,4                                           | 68,3                                           | 65,5                                           | 66,4                                           | 68,5                                           | 74,8                                           | 75,9                                           |
| Insolação (h) | 155,4                                          | 138,4                                          | 140,6                                          | 148,6                                          | 199,1                                          | 241,3                                          | 262,1                                          | 272,3                                          | 241,2                                          | 214,5                                          | 186,4                                          | 176,9                                          | 2 376,8                                        |
| Fonte: Instituto Nacional de Meteorologia (INMET) (normal climatológica de 1981-2010; recordes de temperatura: 01/09/1976-presente) |                                                |                                                |                                                |                                                |                                                |                                                |                                                |                                                |                                                |                                                |                                                |                                                |                                                |

## Infraestrutura

### Transporte
Rodovias
A cidade é cortada pela BR-316, que a liga a Alto Alegre do Maranhão. O acesso a Bacabal é feito por uma ponte de concreto sobre o Rio Mearim. De Alto Alegre, distante de Bacabal cerca de 43 km, chega-se à capital São Luís pela BR-135. Também fica próximo de Bacabal o acesso à rodovia estadual MA-247, que faz a ligação com São Luís Gonzaga do Maranhão.
Para o transporte de passageiros há a Estação Rodoviária de Bacabal.

### Saúde
Pertencente ao Sistema de Média e Alta Complexidade, é polo regional de saúde de outros 11 municípios.
Possui os hospitais:
- Hospital Materno Infantil (no momento atendendo crianças de 0 a 12 anos, e gestantes) (100 leitos[21])
- Hospital Regional Laura Vasconcelos (65 leitos[21]): estadual, de alta e média complexidade, com atendimento em cirurgia geral, ortopedia, anestesiologia, radiologia, nefrologia, clínica médica, entre outros.[22]
- Hospital Veloso Costa - atualmente desativado - (275 leitos, mais 18 leitos em UTI[21])
- BIORIM (Hemodiálise, com 22 máquinas de proporção[21])

Em 2022, a taxa de mortalidade infantil do município de Bacabal era de 10,75 para 1.000 nascidos vivos. Já as internações devido a diarreias era de 53 para cada 1.000. Comparando-se com os outros municípios do estado do Maranhão, ficava nas posições 151 de 217 e 106 de 217.  Em 2009, existiam 29 estabelecimentos de saúde ligados ao Sistema Único de Saúde.

## Personalidades de Bacabal
Bacabal é a cidade natal de muitas figuras que alcançaram renome em áreas do profissionalismo, como o diretor de cinema independente e artista musical Divan Braga, que é bacabalense e tem produções e músicas conhecidas no exterior. Outra personalidade de destaque nascida em Bacabal é a influencer e modelo transgênero Alexia Brito.

## Religião
Ver artigo: Diocese de Bacabal

## Demografia
Segundo dados do Censo 2022 do IBGE, 59,42% da população se declara parda, o maior grupo etnico presente no municipio. Seguido por 21,6% de brancos, 18,62% de pretos, 0,18% de amarelos e 0,16% de indigenas.